# Automeris fletcheri
Automeris fletcheri är en fjärilsart som beskrevs av Lemaire 1966. Automeris fletcheri ingår i släktet Automeris och familjen påfågelsspinnare. Inga underarter finns listade i Catalogue of Life.